# Microphone d'Or
Microphone d'Or (estonien : Kuldmikrofon) est un prix décerné chaque 18 décembre par l'union des radiodiffuseurs d'Estonie (et) pour récompenser un travail journalistique.

## Lauréats
- 1996 Lembit Lauri
- 1997 Anne Erm
- 1998 Harri Tiido
- 1999 Vello Lään
- 2000 Enn Eesmaa
- 2001 Fred Jüssi
- 2002 Valter Ojakäär
- 2003 Helgi Erilaid
- 2004 Vahur Kersna
- 2005 Erki Berends
- 2006 Riina Eentalu
- 2007 Hubert Veldermann
- 2008 Mati Talvik
- 2009 Tiit Karuks
- 2010 Erik Lillo
- 2011 Sirje Eesmaa
- 2012 Lembitu Kuuse
- 2013 Tõnis Erilaid
- 2014 Toomas Lasmann
- 2015 Reet Linna